# Paes Landim
Paes Landim est une municipalité brésilienne située dans l'État du Piauí.